# Купала
Купа́ла, Купа́ло — фольклорный персонаж у восточных славян, олицетворение праздника Ивана Купалы. Имя Купала произошло от названия праздника.

## Этимология
Название Иван Купала имеет народно-христианское происхождение и является славянским вариантом имени Иоанн Креститель (греч. Ιωάννης ο Βαπτιστής), поскольку эпитет Иоанна — греч. βαπτιστής — переводится как «купатель, погружатель». Такое название праздника было обусловлено и собственно славянскими представлениями: праслав. kǫpati обозначало ритуальное омовение, очищение, которое осуществлялось в открытых водоёмах. Поэтому, с одной стороны, именно этот глагол был применён для перевода эпитета «креститель», а с другой стороны, название праздника позже было переосмыслено народной этимологией и увязано с ритуальными купаниями в реках во время этого праздника.

## Происхождение образа

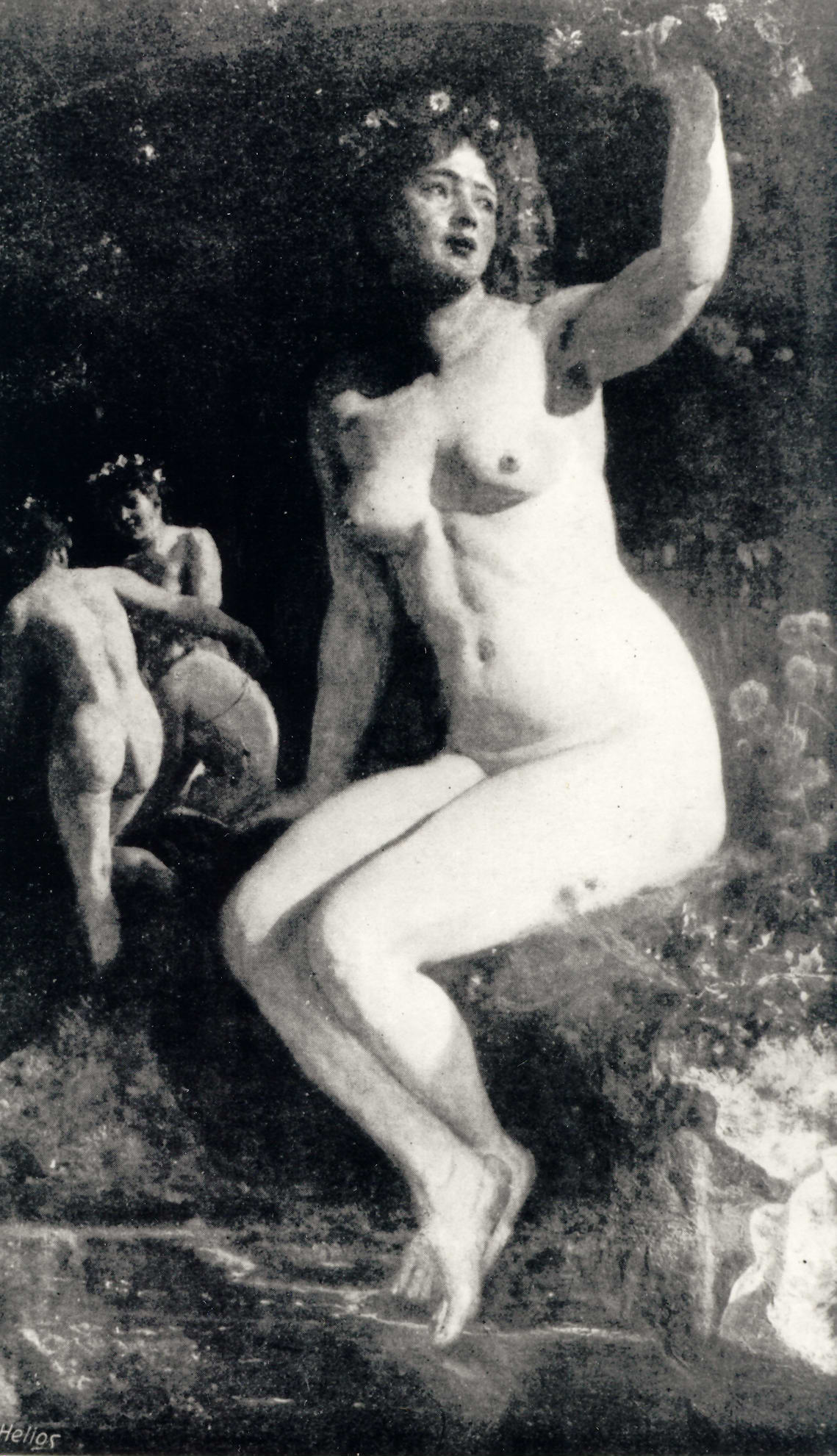
Купала, В. Герсон, 1897

Представление о Купале как о божестве обязано своим происхождением книжной традиции, существующей с XVIII века. По мнению А. Л. Топоркова, Купала — это название календарного праздника и отнесение к славянским богам является сомнительным. Согласно В. Н. Топорову, известные из поздних источников мифологические персонажи (как Ярила, Купала, Позвизд, Лада, Полель и другие) не могут считаться богами. Первое упоминание этого «божества» относится к XVII веку.
По «Густинской летописи»: «Пятый (идол) Купало, якоже мню, бяше богъ обилія, якоже у Еллинъ Цересъ, ему же безумныи за обиліе благодареніе принишаху въ то время, егда имяше настати жатва». В поучении «О идолах Владимировых» — «бог плодов земных».
«Сему Купалу, бесу, ещё и доныне по некоторым странам безумные память совершают, начиная июня 23 дня, под вечер Рождества Иоанна Предтечи, даже до жатвы и далее…», — сообщает Густинская летопись. — «Съ вечера собираются простая чадъ, обоего полу, и соплетаютъ себе венцы изъ ядомого зелія, или коренія, и перепоясовшеся быліемъ возгнетаютъ огнь, инде же поставляютъ зеленую ветвъ, и емшеся за руце около обращаются окрестъ оного огня, поюще своя песни, пречлетающе Купаломъ; потомъ презъ оный огнъ прескакуютъ, оному бесу жертву сеье приносяще.»